# Шарганович, Эмир
Эми́р Шарга́нович (босн. Emir Šarganović; 23 сентября 1983) — боснийский байдарочник-слаломист. Участник летних Олимпийских игр 2004 года.

## Спортивная биография
Главным достижением в карьере Шаргановича стало участие в летних Олимпийских играх 2004 года. Эмир стартовал в гребном слаломе в дисциплине байдарка-одиночка. В квалификации в первой попытке Шараганович показал время 1:47,26 и набрал 4 штрафных очка, а во второй попытке показал время 1:41,04 со штрафом 4 очка. В каждой из попыток Эмир показал 23-й результат. В сумме Шарганович набрал 216,30 баллов и занял 23-е место, которое не позволило ему пройти в следующий раунд.